# Ditão
Geraldo Freitas Nascimento, conhecido como Ditão, (São Paulo, 10 de março de 1938 — Guarulhos, 1 de fevereiro de 1992) foi um futebolista brasileiro.
Revelado pelo Juventus, jogou também na Portuguesa e no Flamengo até 1966, quando assinou pelo Corinthians. No clube, virou um símbolo de raça na defesa corintiana. Quando ia para a área adversária para cabecear (principalmente nos escanteios), costumava bater com uma mão no calcanhar, como uma espécie de código para os companheiros que se encarregavam das cobranças de bolas paradas. Foi assim que Ditão marcou um de seus gols mais importantes pelo Corinthians, empatando um clássico contra o Palmeiras aos 41 minutos do segundo tempo, e abrindo caminho para a virada com o gol de Benê, já aos 44 (2 a 1, 10 de março de 1968).
Filho e irmão de jogadores de futebol (o nome Ditão foi herdado do pai, que também se chamava Geraldo), chegou a ser convocado para as partidas preparatórias da Seleção Brasileira antes da Copa do Mundo de 1966.
Seu nome, no entanto acabou sendo trocado, por engano, pelo seu irmão, também Ditão e zagueiro, que jogava pelo Flamengo. A CBD, com medo de cair no ridículo, preferiu não desfazer o mal-entendido.
No jogo entre Corinthians e Cruzeiro, em 1969, Ditão deu um chute forte para afastar a bola quando ela, involuntariamente, acertou o rosto de Tostão, causando descolamento  de retina no jogador cruzeirense.

## Morte
Portador de Ictuspectoris (espécie de cardiopatia), morreu em 1 de fevereiro de 1992, aos 53 anos, em Guarulhos. O corpo do zagueiro, no entanto, foi encontrado 3 dias depois.